# 김주형 (성우)
김주형은 대한민국의 성우이다. 1983년 MBC CM에 입사했으며, 현재는 MBC CM 4기이다. 문화방송 성우극회 소속.